# Augustin Robespierre
Augustin Robespierre  (Arras, 21 de enero de 1763 — París, 28 de julio de 1794) fue un político francés en tiempos de la Revolución francesa y hermano menor de Maximilien de Robespierre, razón por la que es conocido como Robespierre el joven.

## Biografía
Nació en Arrás. Era el menor de los cinco hijos del abogado Maximilien-Barthelemy-François de Robespierre, y Jacqueline-Marguerite Carraut, hija de un cervecero. Su madre murió cuando él tenía un año de edad, y su apenado padre abandonó la familia para ir a Baviera, donde murió en 1777. Fue criado por una tía y recibió educación en leyes. Fue, como su hermano, un radical durante la Revolución.
En los comienzos de la revolución era fiscal en Arras. En 1791 fue nombrado administrador del departamento de Paso de Calais. En septiembre de 1792 fue elegido para la Convención Nacional, donde se unió a su hermano en la Montaña y los jacobinos.
Pasó a ser Député-en-Mission del Ejército de Italia 1794, donde empleó su influencia para impulsar la carrera de Napoleón Bonaparte tras leer el panfleto jacobino de Napoleón Souper de Beaucaire.
Tras la caída de Maximilien Robespierre en el golpe de Estado del 9 de Termidor (27 de julio de 1794) sus allegados sufrieron una caza de brujas de la Reacción de Termidor. La relación de Napoleón con Agustín llevó al encarcelamiento de Napoleón en el Chateau d'Antibes el 6 de agosto de 1794, de donde fue liberado dos semanas más tarde.
Agustín fue una de las cinco víctimas más famosas del 9 de Termidor. Pidió ser arrestado junto a su hermano en la Convención Nacional diciendo «Soy tan culpable como él; comparto sus virtudes, quiero compartir su destino. Pido ser acusado». Tras refugiarse en el Hôtel de Ville, trató de escapar a la captura; su final, en palabras de Napoleón:

Cuando llevaron el decreto de acusación contra su hermano, Robespierre pidió participar de su suerte como había participado de sus virtudes; lo obtuvo, y fueron puestos fuera de la ley. Desde que se supo que los Robespierre, eran dueños de la casa de ayuntamiento, en estado de insurrección, y al momento que la fuerza armada llegó hasta él para detenerle, se arrojó por una ventana por terminar sus días. No habiéndose quebrado más que una pierna, se le arrastró al otro día con los suyos al cadalso. Robespierre el joven no tenía más que 30 años.